# Johannes Kortmann
Johannes Kortmann (* 21. September 1889 in Hollen; † 2. November 1965 in Aurich) war ein deutscher Pädagoge, Marineoffizier und Politiker (CDU).

## Leben und Beruf
Nach dem Besuch der Volksschule absolvierte Kortmann das Lehrerseminar, bestand die Ergänzungsprüfung sowie das Abitur und studierte anschließend drei Semester lang Philosophie und Volkswirtschaft. Von 1910 bis 1914 arbeitete er als Lehrer an einer Volksschule. Er leistete 1912/13 Wehrdienst als Einjährig-Freiwilliger und nahm von 1914 bis 1918 als Soldat am Ersten Weltkrieg teil. 1919 wurde er als Leutnant aus der Reichswehr entlassen.
Kortmann war von 1921 bis 1937 als Lehrer an den Höheren Marinefachschulen für Verwaltung und Wirtschaft in Cuxhaven und Wilhelmshaven tätig. Er wechselte 1937 als Berufssoldat zur Wehrmacht und nahm von 1939 bis 1945 als Soldat am Zweiten Weltkrieg teil. 1946 wurde er als Kapitän zur See aus dem Militärdienst entlassen und 1953 endgültig in den Ruhestand versetzt.

## Partei
Kortmann trat 1945 in die CDU ein und wurde später zum Vorsitzenden des CDU-Kreisverbandes Aurich gewählt.

## Abgeordneter
Kortmann war seit 1948 Kreistagsmitglied des Kreises Aurich. Dem Deutschen Bundestag gehörte er von 1953 bis 1957 an. Er war über die Landesliste Niedersachsen ins Parlament eingezogen. Von 1959 bis 1963 war er Mitglied des Niedersächsischen Landtages.

## Quelle
- Barbara Simon: Abgeordnete in Niedersachsen 1946–1994. Biographisches Handbuch. Hrsg. vom Präsidenten des Niedersächsischen Landtages. Niedersächsischer Landtag, Hannover 1996, S. 211.

| Personendaten    | Personendaten                                                    |
| ---------------- | ---------------------------------------------------------------- |
| NAME             | Kortmann, Johannes                                               |
| KURZBESCHREIBUNG | deutscher Pädagoge, Marineoffizier und Politiker (CDU), MdL, MdB |
| GEBURTSDATUM     | 21. September 1889                                               |
| GEBURTSORT       | Hollen                                                           |
| STERBEDATUM      | 2. November 1965                                                 |
| STERBEORT        | Aurich                                                           |